# Тироновы значки

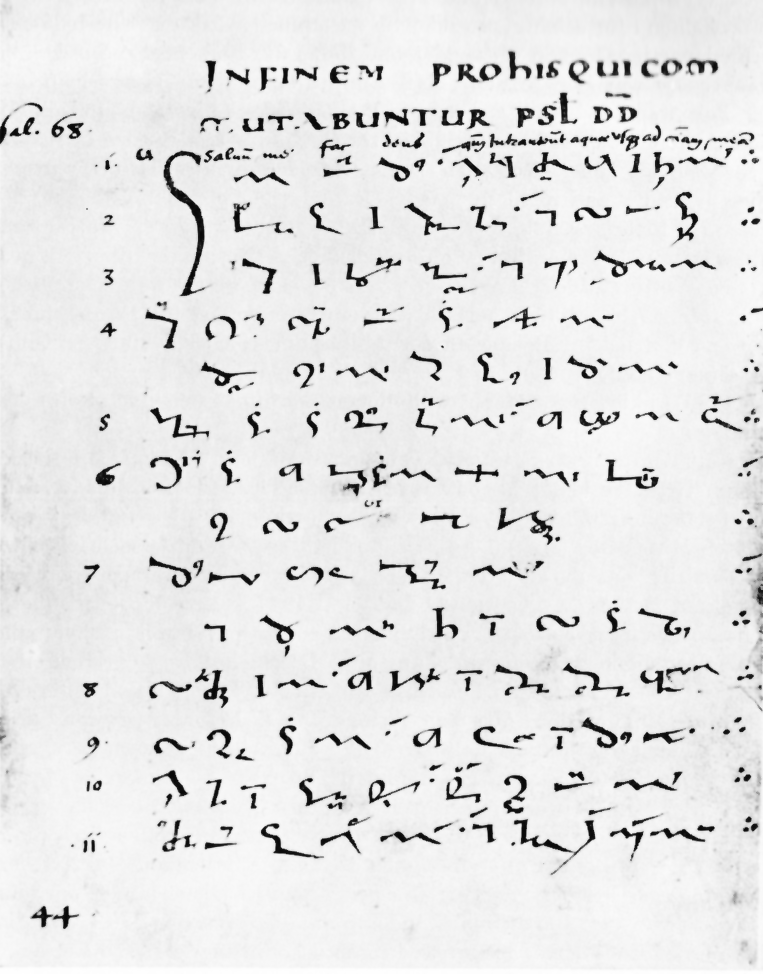
Псалом 68 тироновыми значками

Тиро́новы значки (также, «тироновы ноты»; лат. notae Tironianae) — система скорописи. Данное  обозначение впервые встречается у французского адвоката Жака Гоори в 1550 году; до этого они назывались «значки» Цицерона или Сенеки.

## История
Римская тахиграфия, созданная в I веке до н. э. Марком Туллием Тироном, — самая древняя из известных систем стенографии. На основе традиционной системы сокращения прописных букв (suspensio), которая была принята в Риме, начиная с VI века до н. э., для обозначения календарных дат, имен, юридических терминов и т. п. (notae publicae, iuris, privatae), можно было с помощью букв, обозначений передавать целые слова или их окончания.
Впервые стенографическая запись тироновыми значками была использована официально 5 декабря 63 года до н. э. во время заседания Сената. Ими часто пользовались писатели. Система «тироновых значков» была усовершенствована в ранний период Римской империи Випсанием Филаргиром, Аквилой (вольноотпущенником Мецената) и Сенекой (или его вольноотпущенником) и включала в себя примерно 5000 символов. Начиная с III—IV веков «тироновы значки» начинают видоизменяться по греческому образцу и принимать вид итальяно-французской слоговой тахиграфии (так называемая система В и С). Ими пользовались в канцеляриях и монастырях, а также при переписке книг. В последний раз «тироновы значки» встречаются в одном из документов французского короля Филиппа I, датированном 1067 годом. В рукописях IX—X веков насчитывается примерно 13 000 символов.